# 6549 Skryabin
6549 Skryabin è un asteroide della fascia principale. Scoperto nel 1988, presenta un'orbita caratterizzata da un semiasse maggiore pari a 2,3482762 UA e da un'eccentricità di 0,1297054, inclinata di 7,05482° rispetto all'eclittica.